# 吳舜文
吳舜文（1913年12月5日—2008年8月9日）是中國江蘇省出身的中華民國企業家，畢業於美國哥倫比亞大學、上海聖約翰大學，其夫為創辦裕隆汽車進而發展出裕隆集團的嚴慶齡，兩人的養子嚴凱泰接掌裕隆集團多年後於2018年病逝，現任集團執行長由遺孀嚴陳莉蓮擔任，另有義子林信義曾任中華民國行政院副院長及經濟部長。
吳舜文曾任台元紡織董事長、光裕第二小學校長、中華汽車董事長、裕隆汽車董事長 、新埔工專董事長等眾多職位，被譽為「中華民國第一位女實業家」，臺灣媒體則給出「紡織女王」「汽車皇后」「鐵娘子」等稱號 。

## 生平

### 早年生活
1913年12月5日，吳舜文出生江蘇常州，吳氏家族是江蘇常州以商官相傳的顯赫世家。吳舜文於家中排行第五，上有三兄一姊，下有一妹。按照常州吳族家譜排行，吳舜文與堂房姐妹為「柔」字輩，吳舜文稱為「懷柔」，因為她出生時正值酷寒嚴冬，出生時一開始沒有生命徵兆，她父親將她裹進自己溫暖的狐狸袍裡，耐心地呵護將她從生死邊緣救回。
父親吳鏡淵曾任清朝末期湖南候補知縣，孫中山掀起革命狂潮，武昌起義成功，與吳鏡淵有同僚之誼的知名人物有：武昌起義的雲南都督蔡鍔、國民政府的首任行政院長譚延闓、總統府資政俞大維的父親俞明頤等人。吳鏡淵於民國初年創辦紡織廠，為上海知名常州籍紡織工業實業家及資本家，為中華書局創辦人之一，吳鏡淵篤信佛教，對子女管教甚嚴。母親是諸慧芳。
吳舜文從小在家自學。1925年，被送往常州教會學校小學就讀二年級，翌年入讀上海中西女中第二附屬小學三年級並住校；1928年直升中西女中，被要求按規定時間作息。
受其父親開辦書局影響，吳舜文熱愛涉獵叢書。她自述因性急拿到書本後往往非得讀完才願放手，養成其嗜好讀書之習慣。就讀中學後，曾為避免其母發現她沒有在看課本，開始閱讀英文書籍。

### 婚姻
當吳舜文即將於中西女中畢業時，其父於商場上同為上海知名紡織工業與機械工業企業家友人嚴裕棠向吳家提親。嚴家仍有兩個兒子未婚，分別是比吳舜文大4歲的老六嚴慶齡，以及比她大1歲的老七；由於兩人皆尚在海外留學，嚴裕棠就提供兒子二人家書供吳家比較。其父同意「憑信擇婿」的方法，認為「言為其心，字如其人」。在參讀嚴家兩個兒子的家書後，判斷嚴慶齡是位難得的創業人才，同意這門親事。吳舜文捧著决定自己終身的家書，一面聆聽父親的擇婿原委；雖內心難平，惟因蟄服父權威嚴，且深信父親的識人眼光；也曾耳聞嚴慶齡在留學德國前是同濟大學機械系的高材生，聰慧俊秀，性情溫文儒雅；因此，她順從父親決定同意出嫁。
遠在德國的嚴慶齡得知親事後，因其恪守孝道的觀念加上對吳舜文之才貌雙全早有所聞，對父命毫無異議；於畢業後趕回上海，並希望在婚禮前能與吳舜文見面認識，但遭吳父據傳統禮教回絕，一直到辦過文定後，兩人才獲許見面；見面時，嚴慶齡發現她比想像中還要完美。1934年，倆人完婚。婚後，嚴慶齡每每追述倆人婚事時都會幽默地說：“如果是自由戀愛，可能就碰不到這麼好的伴侣了”。

### 創業生涯

#### 二戰時期
第二次世界大戰中國抗日戰爭時期，上海遭日軍進駐，嚴家逃往其老家，由其夫嚴慶齡主持的大隆機械廠被日軍接收。嚴慶齡在吳舜文勸勵下到漢口開創新事業，並受聘為兵工廠廠長；後來，漢口淪陷，遂返回其老家。
1939年，夫妻倆人回到上海，先是整頓嚴家事業。為免日軍壓迫，轉到租界區以美商公司名義開辦泰利機械公司。在夫婦努力經營下，該公司於兩年內資產增加四倍。
1941年，太平洋戰爭爆發，上海租界區亦遭日軍佔領，嚴慶齡被日本憲兵以“涉嫌反日活動”為由監禁。吳舜文一肩扛起泰利機械經營重任，直到嚴慶齡獲釋。

#### 在臺時期
1948年，吳舜文隨嚴慶齡到臺灣籌辦新業務。1949年1月，夫妻倆於新竹縣竹北鄉購地籌辦紡織工廠。
1951年3月，夫妻倆自美國歸國。1951年9月，成立台元紡織，以兩萬枚舊紗錠及兩百臺舊布機開始從事紗與布之生産，並由吳舜文負責經營；嚴慶齡前往臺北籌建裕隆汽車公司。此時夫妻攜手合作，以台元之資金支持裕隆撐過慘澹經營的時期。
1976年，嚴慶齡不慎跌跤，傷及腦部，須長期臥床；吳舜文以常務董事兼副總經理身分接下裕隆集團之經營大權，並因此辭去其擅長之教師工作。1981年，嚴慶齡因腦神經萎縮症辭世，吳舜文成為裕隆企業集團第二任董事長。
1989年，吳舜文之養子嚴凱泰自美國學成歸來，吳氏安排其逐步接手裕隆集團。2007年7月13日，嚴凱泰接任裕隆集團董事長，完成事業交棒。
嚴慶齡與吳舜文從紡織與汽車工業生產出發，經過多年經營發展出一個觸及紡織、汽車、機械、汽車零件、成衣、房地產開發、融資、零售、數位相機、創投、積體電路設計、租賃、財產保險等產業的龐大集團，其公司與工廠遍及臺灣、香港、中國大陸、美國、菲律賓等地。

### 社會公益

#### 教育
1946年，以嚴家開設的光裕公司為名成立光裕第二小學並任校長一職；但礙於國共內戰，只好捨棄離開。
1952年，台元紡織成立次年，於東吳大學教授國際關係與英文。
1964年，任教於國立政治大學。
1967年6月，擔任新埔工業專科學校第一任董事長與校長。

#### 新聞
1954年，出任《自立晚報》社長。
1986年，成立「財團法人吳舜文新聞獎助基金會」，每年選出「對國家社會懷有誠摯之關愛與使命感，以善盡社會公器之責」的優異新聞作品，頒發「吳舜文新聞獎」以示表揚。

#### 婦權
1961年，吳舜文獲選為國際婦女協會首位華籍會長。1962年，「美國婦女訪問團」訪問臺灣；次年，團長蘇海倫女士再度訪臺，與當時臺灣17位各行業傑出婦女討論並著手成立「國際崇她社中華民國總會」，與會者公推吳舜文為召集人。1964年3月，國際崇她社國際總會會長女士親自前來授證，吳舜文成為創會會長。

#### 產經
1963年6月，吳舜文率團赴美交涉輸美棉紗配額，美國當局同意對臺大幅放寬配額限制。
1973年11月，夫妻倆秉持「工業報國」理念成立財團法人慶齡工業發展基金會，再透過基金會贊助臺灣大學於1975年3月正式成立嚴慶齡工業研究中心，為臺灣企業贊助大學成立研究中心之首例。
1985年，吳舜文獲聘為中華民國行政院經濟革新委員會委員。

#### 體育
1973年1月，吳舜文成立臺灣第一支女子籃球隊台元女子籃球隊 。

#### 醫療
1977年11月，嚴慶齡因傷臥床後，夫妻倆以「裨益國民健康」宗旨捐贈設立財團法人嚴慶齡醫學基金會，長期資助臺灣公立醫院與醫學院，以研究特殊病症之防治。
2004年12月，以「取諸社會、用諸社會」的精神為本，捐贈成立財團法人吳舜文神經科學發展基金會，協助臺北榮民總醫院發展神經醫學研究及神經疾患之診療。

### 私人生活

#### 求學進修
吳舜文於婚後在嚴慶齡的支持下重拾學業，考上甫接受女子入學的上海圣約翰大學，於1938年入學攻讀政治系，並同時得到丈夫、公公與父親提供之註冊費用。
1948年，吳舜文與嚴慶齡開始著手在臺灣籌建新事業。1949年，吳隨嚴到美國考察汽車工業，吳借此機緣在美深造，先到林肯大學苦修半年英語，後來再轉入哥倫比亞大學國際關係學院就讀；一年半後，吳取得國際關係碩士學位，與嚴一同回國。
1981年，嚴慶齡過世，為彌平傷痛與平衡工作壓力，在友人的建議與引薦下，向當時臺大中文系教授陳瑞庚學習書法；除生病、工作或陳氏有事外，20多年每星期固定到陳氏家裡學習書法，更於2004年底舉辦個人書法展。

#### 身體狀況
1979年，吳舜文開刀切除脊椎腫瘤。
1987年，第一次腿傷；1990年，第二次腿傷。
2003年，輕微中風。

### 信仰
周聯華牧師表示:「做為一個基督徒，吳舜文相當虔誠，總是很有規律地參加禮拜、學習聖經，並希望把學習所得，在日常生活中實行出來」。

### 逝世
2008年8月9日15點35分，吳舜文在養子嚴凱泰、孫女和媳婦陳莉蓮隨侍在側與關懷下，因病逝世於臺北榮民總醫院，享年94歲。2008年9月5日，安葬於新北市金寶山墓園 。

## 榮譽

### 勳章
- 1959年，美國「世界婦女最高榮譽勳章」

### 榮譽學位
- 美國甘乃迪大學榮譽文學博士
- 1997年，美國聖若望大學榮譽商學博士
- 2000年，臺灣私立東吳大學榮譽商學博士

### 獎項
- 1962年，中華民國內政部「光榮事業主」獎
- 1966年，中華民國第一屆「十大傑出企業家」[來源請求]
- 1984年，美國中國工程師學會「傑出貢獻獎」
- 1992年，美國哥倫比亞大學「傑出校友」

## 紀念
- 國立政治大學藝文中心二樓之「舜文大講堂」即為紀念吳舜文而命名。[20]
- 東吳大學綜合大樓一樓舜文廳即為紀念吳舜文而命名。

## 外部連結
- 財團法人吳舜文新聞獎助基金會